# Instituto Nacional de Rehabilitación
El Instituto Nacional de Rehabilitación Luis Guillermo Ibarra Ibarra (INR) es una institución de atención médica, enseñanza e investigación científica perteneciente a la Secretaría de Salud de México cuya especialidad es la rehabilitación. Forma parte de los Institutos Nacionales de Salud, un sistema de 13 institutos de investigación en ciencias biomédicas en los que se brindan servicios de salud pública y docencia a la población en general, destacando entre los mejores de su tipo en Latinoamérica y siendo el propio INR uno de los primeros de su género en esta región.
Su objetivo principal es la atención de discapacidades y la formación de especialistas. Sus principales especialidades y líneas de investigación son las siguientes:
- Neurorehabilitación y neurociencias,
- Bioingeniería y rehabilitación,
- Diseño y producción de órtesis y prótesis,
- Trasplantes de piel y musculoesqueleto.
- Audiología, foniatría, y patología del lenguaje,
- Ortopedia,
- Osteoporosis y osteoartritis,
- Reumatología
- Medicina de rehabilitación,
- Atención a quemados,
- Medicina del deporte,
- Oftalmología,
- Otorrinolaringología,
- Anestesiología.

Fundadores
```
Luis Guillermo Ibarra I. J.Clemente Ibarra P. J.Medinaveita V. Eduardo Cerón Genaro Rico Daniel Chávez Gustavo del Toro Pilar Díez Matilde Enriquez Rosa E.Escobar Alejandro Espinosa Guadalupe Garera Leticia González Eric Hazán Víctor Ilizaliturri Antonio León Renan León Norberto Leyva Francisco Martínez Antonio Olín Refugio Pacheco  Alejandro Reyes Cayetano Trejo Alberto Vargas Hilda Villegas
```